# Liebling (Film)
Liebling (Originaltitel: For Love of Ivy) ist ein US-amerikanisches Filmdrama mit komischen Elementen aus dem Jahr 1968 von Daniel Mann. Das Drehbuch verfasste Robert Alan Aurthur. Es beruht auf einer Erzählung des Hauptdarstellers Sidney Poitier. Weitere Hauptrollen sind mit Abbey Lincoln, Beau Bridges und Nan Martin besetzt. Zum ersten Mal ins Kino kam der Film am 17. Juli 1968 in den USA. In der Bundesrepublik Deutschland hatte er seine Premiere am 28. Februar 1969. 

## Handlung
Ivy lebt als schwarze Hausangestellte in einem Haushalt reicher, weißer Geschäftsleute. Zwar geht es ihr gut, aber nur äußerlich. Mit aufdringlicher Freundlichkeit packt die Familie Ivy in ihre Mitte. Die junge Frau tut alles „für die da …“, für die Weißen. Dabei ist sie grausam allein gelassen. Sie kann und will nicht einsehen, dass man unbedingt allein leben und sterben muss. Die Fürsorge der Familie wird von der Hausangestellten als purer Egoismus entlarvt, der ihr das Recht auf Leben und Liebe vorenthält. So kommt es, dass die angebliche Fürsorge in völlige Verständnislosigkeit und in blanken Hass umschlägt, als Ivy ein eigenes Leben zu gewinnen sucht. Ein junger, sympathischer Schwarzer – zunächst als Instrument dieser raffinierten Sklavenhalterei im goldenen Käfig benutzt – zerreißt mit Ivy gemeinsam die Fäden der geheuchelten Liebe. Dadurch gewinnen die beiden ehrliche Liebe und Freiheit für sich.

## Kritiken
Der Evangelische Film-Beobachter hat nur wenig auszusetzen: „Das Spiel der beiden Hauptdarsteller macht den Film zu einer eindrucksvollen Beschreibung eines Ausschnittes der amerikanischen Rassenproblematik, deren psychologische Aufschlüsselung gut gelingt, auch wenn die Konstruktion der Geschichte zur Erhöhung der Spannung mit mancher Unebenheit versetzt wurde. […] Empfehlenswert.“ Das Lexikon des internationalen Films urteilt kurz, bei dem Werk handle es sich um eine „teils sentimentale, teils dick komische Liebesromanze“.

## Auszeichnungen
Abbey Lincoln und Beau Bridges wurden für ihre Rollen 1969 für den Golden Globe Award nominiert. Bridges kam zudem auf den zweiten Platz für den Laurel Award. Sidney Poitier wurde beim Festival Internacional de Cine de San Sebastián im Jahre 1970 als Bester Darsteller ausgezeichnet. Der Song For Love of Ivy, komponiert von Quincy Jones und getextet von Bob Russell, erhielt 1969 eine Oscar-Nominierung in der Kategorie Bester Song.